# 1145 в Україні

## Події
- Київський князь Всеволод Ольгович заповів престол своєму братові Ігору Ольговичу.
- Галицьке повстання, після невдалої спроби захопити Галич Іван Берладник утік за Дунай.